# Гамла (резерват)
„Гамла“ (на иврит: גמלא) е природен резерват на Голанските възвишения (Сирия), окупирани от Израел.
Разположен е на западния склон на Голанските възвишения, на около 20 километра южно от град Кацрин. Районът има площ 8,3 км². В него се намира най-високият водопад в Израел, висок 51 м.
Обявен е за природен резерват на Израел на 9 януари 2003 г. В резервата е съоръжена станция за наблюдения на орли.
На хълм се намират останките от древния град Гамла с едноименна антична крепост, която по времето на Първата юдейско-римска война е превзета от римския X Железен легион след продължителна обсада.